# Łysak czerwonopomarańczowy
Łysak czerwonopomarańczowy (Gymnopilus stabilis (Weinm.) Kühner & Romagn. ex Bon) – gatunek grzybów należący do rodziny podziemniczkowatych (Hymenogastraceae).

## Systematyka i nazewnictwo
Pozycja w klasyfikacji według Index Fungorum: Gymnopilus, Hymenogastraceae, Agaricales, Agaricomycetidae, Agaricomycetes, Agaricomycotina, Basidiomycota, Fungi.
Po raz pierwszy opisał go w 1836 roku Johann Anton Weinmann, nadając mu nazwę Agaricus stabilis. W 1985 r. Robert Kühner, Henri Charles Louis Romagnesi i Marcel Bon przenieśli go do rodzaju Gymnopilus. Pozostałe synonimy:
- Flammula stabilis (Weinm.) P. Karst. 1879
- Gymnopilus stabilis (Weinm.) Kühner & Romagn. 1953

Nazwę polską zaproponował Władysław Wojewoda w 2003 r.

## Morfologia
Kapelusz
Średnica 45–70 mm, mięsisty, wypukły z szerokim garbkiem i zagiętym brzegiem, osłona prawie niewyraźna, prawdopodobnie zmyta przez deszcz, obecna tylko na brzegu w postaci drobnych, białawych, pajęczynowatych włókienek. Powierzchnia gładka, nieoślizgła, lekko higrofanicznie marmurkowa, pomarańczowoochrowa, bliżej brzegu jaśniejsza i bardziej żółta.
Blaszki
Pełnych blaszek 56–60, między nimi 1–3 rzędy blaszeczek, średnio gęste, o wysokości 5 mm, lekko wybrzuszone, przyrośnięte z ząbkiem zbiegającym, początkowo ochrowożółte, podczas dojrzewania rdzawożółte. Brzegi lekko i nieregularnie pofalowane, tej samej barwy.
Trzon
Wysokość 60–70 mm, grubość 8–11 mm u góry i 16–20 mm u podstawy. Powierzchnia sucha, matowa suchy, blado do głęboko żółtej, ale żółtoochrowa ku podstawie, w górnej części z niewyraźną pierścieniowatą osłoną, poniżej pokryta żółtawobiaławymi, aksamitnymi włókienkami z różowawym odcieniem.
Miąższ
W kapeluszu bladożółty, wodnisty, bezpośrednio pod skórką pomarańczowożółty, w trzonie ciemnożółty do rdzawożółtego. Smak początkowo neutralny, wyraźnie gorzki po około 30 sekundach. Zapach delikatny i słodkawy, aromatyczno-owocowy w blaszkach, bardziej wyraźny po przecięciu, słodko kakaowy, podobnie jak u niektórych gatunków Hebeloma.
Cechy mikroskopowe
Zarodniki (7,5)8–8,5(9) × 5–5,5 μm, Q = 1,5–1,7, Qav = 1,59, elipsoidalne do elipsoidalno-migdałowatych, niektóre z niewielkim wgłębieniem nad wyrostkiem wnęki w widoku z boku, początkowo żółtoochrowe, a ostatecznie rdzawobrązowe, z bardzo wyraźną ornamentyką, brodawkowate do brodawkowato-pofalowanych, pojedyncze brodawki nieregularne, o długości 0,5–2,0 μm i wysokości około 0,5 μi. Podstawki 23–26 × 7–8 μm, cylindryczne do maczugowato-cylindrycznych, ze środkowym przewężeniem i zwężoną podstawą, 4-zarodnikowe. Bazydiole 18–21 × 7–8 μm, cylindryczne do wąsko maczugowatych. Blaszki o niejednorodnych krawędziach, złożone głównie z cystyd, ale także podstawek, bazydioli i cylindrycznych strzępek o szerokości 3–4 μm. Cheilocystydy 28–40 × 6–9(10) μm, cylindryczne do wąsko butelkowatych, rzadko workowate, przeważnie nieco główkowate lub główkowate z kulistą główką o szerokości 6–10(11) μm, cienkościenne, ściana żółta, wnętrze hialinowe lub z jednorodną lub ziarnistą żółto-rdzawą pigmentacją. Pleurocystyd brak. Sprzążki występują we wszystkich częściach grzyba.

## Występowanie i siedlisko
Występuje w Europie. W piśmiennictwie naukowym na terenie Polski do 2003 r. podano dwa stanowiska, w późniejszych latach podano nastepne. Na Czerwonej liście roślin i grzybów Polski ma status E – gatunek wymierający, którego przeżycie jest mało prawdopodobne, jeśli nadal będą działać czynniki zagrożenia.
Grzyb saprotroficzny. Występuje w lasach iglastych i mieszanych. W Polsce notowany pod sosnami, w Republice Czeskiej na spalonych wiórach drzewnych i popiele świerku pospolitego (Picea abies), wśród pirofilnego mchu Funaria hygrometrica, 16 miesięcy po pożarze.